# Ніколас Ісасі
Ніколас Ісасі (ісп. Nicolás Isasi, нар. 27 травня 1987, Ла-Плата) — аргентинський кінорежисер, оперний режисер, сценарист, автор і викладач. Його сукупний доробок включає понад 80 постановок. Був включений до десятки найкращих молодих оперних диригентів світу на Міжнародному конкурсі НАНО-ОПЕРА у Москві та одним з обраних художників «PQ 2024: Технології в театрі, перформансі та дизайні виставок», організованого Празькою квадрієнале, Чеська Республіка.

## Життєпис

### Початок творчого шляху
Ніколас Ісасі народився в Ла-Платі 1987 року.
Він виріс у сім'ї середнього класу та почав грати музику у віці десяти років, хоча з раннього віку завжди був глядачем. У віці десяти років він почав вивчати гру на саксофоні в Музичній консерваторії імені Хілардо Хіларді, заснованій композитором Альберто Хінастерою, де дав свої перші концерти з друзями та невдовзі приєднався до духового оркестру консерваторії.
Після коледжу навчався на кінорежисера в Університеті кіно та сценічну режисуру опери у Театрі Колумба) у Буенос-Айресі.

### Проекти режисера
У віці 17 років він зняв свій перший короткометражний фільм «Juntos». У цей час він також почав працювати художником і асистентом режисера на різних кіновиробництвах та в театрі. Його короткометражний фільм «Перетин» — це інтроспективна робота, яка досліджує зв'язок між життям і смертю в таємничому та тривожному тоні. Знята у 20 років у Музеї природничих наук в Ла-Платі, це його перша 16-міліметрова робота, показана за кордоном, яка брала участь у Міжнародному кінофестивалі в Куско. 

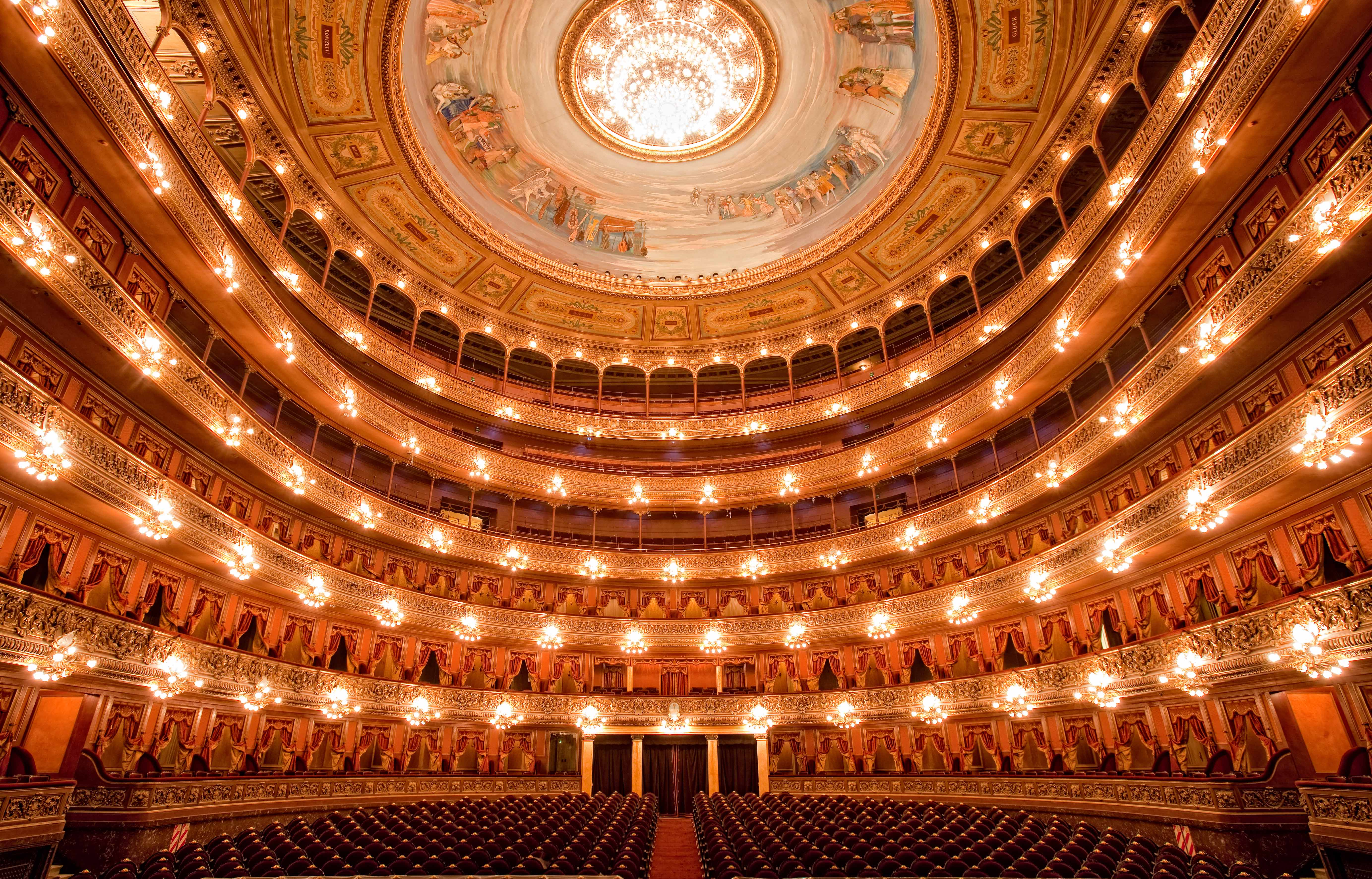
Театр Колумба, будинок оперних студій Ніколаса Ісасі в Буенос-Айресі.

Вивчаючи оперну майстерність у Театрі Колумба, Ніколас Ісасі 2012 року зрежисував постановку опери Моцарта «Весілля Фігаро» для трупи «Молода опера». Після цього зрежисував опери «Бастьєн і Бастьєнна» та «Аполлон і Гіацинт», також Моцарта, та «La canterina» Йозефа Гайдна в театрі Коліcео Подеста у Ла-Платі. Його дипломним проектом у Театрі Колумба стала аргентинська прем'єра опери Скотта Джопліна «Трімоніша». Надалі поставив опери «Сільська честь» П'єтро Масканьї та «Летюча миша» Йоганна Штрауса-сина.
Протягом своєї кар'єри співпрацював з різними оперними, кіно- та театральними режисерами. З 2016 року працював асистентом польського режисера Міхала Знанецького над різними оперними, театральними та музично-комедійними проектами в Аргентині, Польщі та Італії. 2018 року Ісасі взяв участь у Міжнародному фестивалі виконавських мистецтв у Трієсті разом з Grupo Subsuelo та гастролював у Словенії, Німеччині, Великій Британії та Іспанії з абсурдистською комедією «Piso 35», яка отримала нагороду від Національного фонду мистецтв у конкурсі неопублікованих творів.
Ісасі дійшов до півфіналу міжнародного конкурсу НАНО-ОПЕРА, який проводив театр «Гелікон» у Москві та транслювався в прямому ефірі на каналі «Росія Культура», і був названий одним із десяти найкращих молодих оперних режисерів світу.
Фільм Ніколаса Ісасі про пандемію «Поза серцем» (англ. Out of Mind) був показаний на понад 30 міжнародних кінофестивалях і отримав численні нагороди.
2023 року він дебютував на європейській сцені як режисер опери Маркоса Португала «Дами Трокади» в театрі міста Віла-Реал у Палаці Матеуш.
«Пейзажі свободи» (англ. Landscapes for Freedom) — це анімаційний фільм, створений вручну, з посланням миру та надії для світу, заснований на триптиху «Занурення в Землю» української художниці Олени Мороховської, з музикою Маттео Рамона Аревалоса та поезією Івана Франко. Ісасі був одним із художників, відібраних для проекту «Звільнення», організованого Ala d'Artistas. Фільм «Пейзажі свободи» отримав почесну відзнаку глядацьких симпатій (анімація) на кінофестивалі «Жіночий біоскоп» в Індії та нагороду «Триб'ют» на кінофестивалі латиноамериканського та корінного американського кіно в Сполучених Штатах. Його також показували в Англії, Україні, Фінляндії, Іспанії та Аргентині. Нещодавно його було відібрано на престижному українському анімаційному фестивалі LINOLEUM. Фестиваль актуальної анімації та медіа-мистецтва LINOLEUM — найбільший показ авторської анімації в Україні. Завдяки тонкому та простому підходу короткометражного фільму до послання миру, його буде показано в секції Діти та підлітки присвяченій дітям та молоді.

### Професор і критик
Понад десять років Ісасі викладав не лише в університеті, а й у різних середніх школах. В Університеті кіно він працював лектором на кафедрах художників-постановників та художників-костюмерів Пончі Морпурго та Едуардо Лерчунді. Його статті в газетах і журналах Аргентини та Європи охоплюють широкий спектр тем.
Під час навчання він опублікував свої перші статті та кінорецензії. Ісасі опублікував понад 500 есе, статей, інтерв'ю та рецензій на національні та міжнародні вистави, а також про Бенксі, A-ha, Пола Маккартні, Джуліана Леннона, Creedence Clearwater Revival, Кшиштофа Пендерецького, Вільяма Тернера, Шинейд О'Коннор, Глорію Гейнор, Мішеля Леграна та багатьох інших. Він писав для газет, журналів і книг про кіно, театр, музику, оперу, танець, образотворче мистецтво, телебачення, концерти, виставки, фестивалі, що відображають кількома мовами досвід, який він здобув протягом своєї кар'єри глядача, спостерігача, критика та режисера. Він писав для видань "El arte de la fuga" (Мадрид), "The Pandect" (Пондішеррі), "Moog" (Монтевідео), "MiraBA" (Буенос-Айрес), газети "El Día" (Ла-Плата), "Número Zero" (Буенос-Айрес) та "Azucar Magazine & Art Gallery" (Берлін), цифрового журналу, який пропагує різні мистецькі дисципліни, такі як образотворче мистецтво, музика та кіно. Як кінокритик, він регулярно бере участь у нещодавніх міжнародних кінофестивалях протягом понад десяти років, таких як Берлінський міжнародний кінофестиваль, Міжнародний кінофестиваль у Мар-дель-Плата, BAFICI, Фестиваль кіномузики в Кракові, Monstra, Італійський кінофестиваль, Міжнародний кінофестиваль IndieLisboa, Pantalla Pinamar, Uncipar, Inusual Festival, Espanoramas та Тиждень французького кіно в Буенос-Айресі.

## Творчий доробок

### Фільмографія
| Рік  | Назва                      | Режисер | Сценарист | Художник | Асистент режисера |
| ---- | -------------------------- | ------- | --------- | -------- | ----------------- |
| 2005 | Juntos                     |         |           |          |                   |
| 2005 | El Silencio                |         |           |          |                   |
| 2005 | Vecinos                    |         |           |          |                   |
| 2005 | La mujer del piano         |         |           |          |                   |
| 2006 | Tentaciones                |         |           |          |                   |
| 2006 | Cambalache                 |         |           |          |                   |
| 2007 | El árbol                   |         |           |          |                   |
| 2007 | Doctor's Jazz Band         |         |           |          |                   |
| 2007 | Noche                      |         |           |          |                   |
| 2007 | Mientras Inglaterra Duerme |         |           |          |                   |
| 2007 | La arena                   |         |           |          |                   |
| 2007 | El eslabón fallido         |         |           |          |                   |
| 2007 | Paseo por el bosque        |         |           |          |                   |
| 2008 | Intersección               |         |           |          |                   |
| 2008 | Isósceles                  |         |           |          |                   |
| 2008 | Los extranjeros            |         |           |          |                   |
| 2008 | De tres cuerpos            |         |           |          |                   |
| 2008 | Impunidad                  |         |           |          |                   |
| 2009 | Fantasma de Buenos Aires   |         |           |          |                   |
| 2010 | Las veinte primaveras      |         |           |          |                   |
| 2010 | El teatro de Howell        |         |           |          |                   |
| 2011 | graFEETi                   |         |           |          |                   |
| 2013 | Mi nombre es Arturo        |         |           |          |                   |
| 2014 | The Awakening              |         |           |          |                   |
| 2015 | Perdidos en la ciudad      |         |           |          |                   |
| 2021 | Out of Mind                |         |           |          |                   |
| 2024 | Gala & Kiwi                |         |           |          |                   |
| 2024 | Landscapes for Freedom     |         |           |          |                   |

### Опери
| Рік  | Назва                            | Режисер | Сценограф | Асистент режисера | Асистент костюмера | Асистент продюсера |
| ---- | -------------------------------- | ------- | --------- | ----------------- | ------------------ | ------------------ |
| 2007 | Ріголетто                        |         |           |                   |                    |                    |
| 2007 | Мадам Баттерфляй                 |         |           |                   |                    |                    |
| 2007 | Дитя і чари                      |         |           |                   |                    |                    |
| 2007 | Донья Франсіскіта                |         |           |                   |                    |                    |
| 2007 | Іспанська година                 |         |           |                   |                    |                    |
| 2008 | Ромео і Джульєта                 |         |           |                   |                    |                    |
| 2008 | Весілля Фігаро                   |         |           |                   |                    |                    |
| 2008 | Севільський цирульник            |         |           |                   |                    |                    |
| 2009 | Весела вдова                     |         |           |                   |                    |                    |
| 2009 | Стара діва та злодій             |         |           |                   |                    |                    |
| 2009 | Amelia al ballo                  |         |           |                   |                    |                    |
| 2009 | Весела вдова                     |         |           |                   |                    |                    |
| 2010 | Манон Леско                      |         |           |                   |                    |                    |
| 2010 | Так чинять усі                   |         |           |                   |                    |                    |
| 2011 | Джанні Скіккі                    |         |           |                   |                    |                    |
| 2011 | Летюча миша                      |         |           |                   |                    |                    |
| 2011 | Шукачі перлів                    |         |           |                   |                    |                    |
| 2011 | Трубадур                         |         |           |                   |                    |                    |
| 2012 | Весілля Фігаро                   |         |           |                   |                    |                    |
| 2012 | Дівчина з богеми                 |         |           |                   |                    |                    |
| 2012 | Халепа на Таїті                  |         |           |                   |                    |                    |
| 2012 | Тоска                            |         |           |                   |                    |                    |
| 2012 | Дон Жуан                         |         |           |                   |                    |                    |
| 2012 | Друг Фріц                        |         |           |                   |                    |                    |
| 2012 | Сільська честь                   |         |           |                   |                    |                    |
| 2013 | Чарівна флейта                   |         |           |                   |                    |                    |
| 2013 | Дитя і чари                      |         |           |                   |                    |                    |
| 2013 | Бастьєн і Бастьєнна              |         |           |                   |                    |                    |
| 2013 | Тримоніша                        |         |           |                   |                    |                    |
| 2013 | Аполлон і Гіацинт                |         |           |                   |                    |                    |
| 2014 | Поргі та Бесс                    |         |           |                   |                    |                    |
| 2014 | Луїза Фернанда                   |         |           |                   |                    |                    |
| 2014 | La canterina                     |         |           |                   |                    |                    |
| 2014 | Сільська честь                   |         |           |                   |                    |                    |
| 2015 | Летюча миша                      |         |           |                   |                    |                    |
| 2017 | Повернення Улісса на батьківщину |         |           |                   |                    |                    |
| 2017 | Казки Гофмана                    |         |           |                   |                    |                    |
| 2017 | Трубадур                         |         |           |                   |                    |                    |
| 2017 | Паяци                            |         |           |                   |                    |                    |
| 2018 | Нитки Аріадни                    |         |           |                   |                    |                    |
| 2019 | Сплавник лісу                    |         |           |                   |                    |                    |
| 2020 | Марія з Буенос-Айреса            |         |           |                   |                    |                    |
| 2023 | Тоска                            |         |           |                   |                    |                    |
| 2023 | Le donne cambiate                |         |           |                   |                    |                    |
| 2024 | Ацис і Галатея                   |         |           |                   |                    |                    |

### Театр
| Рік       | Назва                      | Асистент режисера | Асистент сценариста | Мультимедіа | Драматург |
| --------- | -------------------------- | ----------------- | ------------------- | ----------- | --------- |
| 2011-2012 | Лиса співачка              |                   |                     |             |           |
| 2012-2013 | Венеціанський гала-концерт |                   |                     |             |           |
| 2013-2015 | За тими горами             |                   |                     |             |           |
| 2017-2019 | 35-й поверх                |                   |                     |             |           |
| 2018      | Нитки Аріадни              |                   |                     |             |           |
| 2018      | Весілля                    |                   |                     |             |           |
| 2021      | Данте 700                  |                   |                     |             |           |
| 2014-2021 | Щасливий сирота            |                   |                     |             |           |
| 2022      | Навіть не таксі            |                   |                     |             |           |
| 2024      | Дом Гарсія                 |                   |                     |             |           |